# ONCE
A Organización Nacional de Ciegos de España (em português Organização Nacional dos Cegos de Espanha, ONCE) é uma organização não governamental de solidariedade social e sem fins lucrativos espanhola. O objectivo desta organização é melhorar a qualidade de vida dos cegos e deficientes visuais de Espanha.

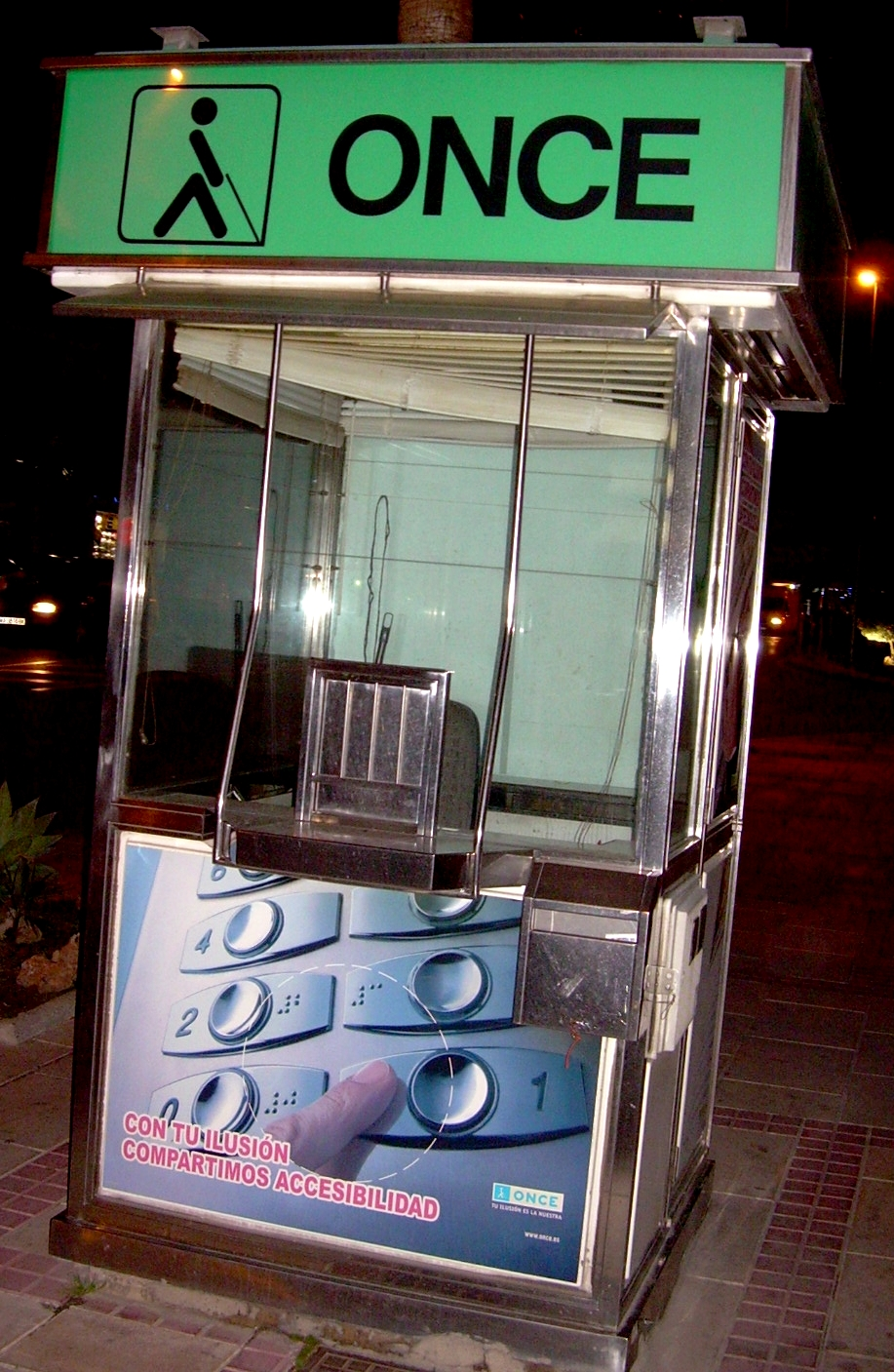
Ponto de venda de cupões da ONCE

Esta organização teve origem com a criação da Sociedad de Socorro y Defensa del Ciego, em 1928 por Luis del Rosal y Caro. Em 1988 foi criada pela própria ONCE a Fundación ONCE para promover a eliminação das barreiras à integração das pessoas portadoras de deficiência, sejam estas arquitectónicas ou informáticas.
Uma importante fonte de financiamento da ONCE, e um dos elementos que a tornaram mais conhecida, é a venda do Cupón Pro-Ciegos (habitualmente denominado de Cupón da ONCE), uma lotaria que além do financiamento ajuda a empregar bastantes pessoas nela filiadas. 
Além das actividades de carácter social que desenvolve, a ONCE está também fortemente associada ao desporto, tendo mantido o patrocínio a uma equipa de ciclismo (com o seu nome) até à época de 2003, com vitórias em bastantes competições internacionais (Vuelta, entre outras).
Em 2011, a ONCE será parceira no evento Jornada Mundial da Juventude, JMJ, que acontecerá em agosto. A ONCE realizará uma revisão técnica da página da web da JMJ e também capacitará voluntários para estarem aptos às pessoas que possuam necessidades especiais.